# Szikraház
Szikraház (szlovákul: Sibír) üdülőtelepülés, Magastátra város központi része Szlovákiában, a Magas-Tátrában, az Eperjesi kerület Poprádi járásában.

## Fekvése
A Magas-Tátrában, Poprádtól 12 km-re északnyugatra fekszik.

## Közlekedése

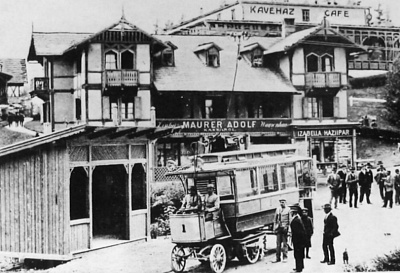
Troli a századfordulón

- Tátrai villamosvasút Csorbató és Poprád közötti vonal egyik állomása, valamint innen indulnak Tátralomnicra a másik vonal szerelvényei. (A menetrendet évek óta úgy állítják össze, hogy Ótátrafüreden a két vonal között közvetlen csatlakozás legyen.)
- Ótátrafüred és Tarajka között közlekedik az Ótátrafüredi Siklóvasút.

## Külső hivatkozások
- Ótátrafüred a Tátrai Nemzeti Park (TANAP) honlapján
- Ótátrafüred a Magas-Tátra turisztikai honlapján
- A Grandhotel honlapja
- Információk a sípályákról
- A szlovák sífelvonók honlapja
- A Magas-Tátra információs portálja
- Az ótátrafüredi síközpontról